# قمینس
قمینس (به عربی: قمینس) یک منطقهٔ مسکونی در لیبی است که در بنغازی واقع شده‌است. قمینس ۱۰٬۷۱۳ نفر جمعیت دارد.